# Barbara Klajnert-Maculewicz
Barbara Teresa Klajnert-Maculewicz (ur. 12 lipca 1972) – polska biofizyczka, profesor Uniwersytetu Łódzkiego.

## Życiorys
Barbara Klajnert-Maculewicz w 1996 ukończyła studia w zakresie inżynierii środowiska na Politechnice Łódzkiej. W 2002 na Uniwersytecie Łódzkim uzyskała stopień doktora biofizyki na podstawie dysertacji Oddziaływanie dendrymerów poliamidoaminowych z albuminą surowicy wołowej (promotorka – Maria Bryszewska). Odbyła staż na Uniwersytecie McMastera w Kanadzie (2004–2005). W 2009 habilitowała się na UŁ, przedstawiając pracę Oddziaływanie dendrymerów z białkami i peptydami – wpływ dendrymerów na proces agregacji peptydów prionowych i alzheimerowych. W 2013 uzyskała tytuł profesora nauk biologicznych.
Jej zainteresowania naukowe obejmują nanomedycynę, w szczególności biologiczne właściwości i biomedyczne zastosowania dendrymerów i innych nanoukładów.
W latach 1996–1999 asystentka na Wydziale Biotechnologii i Nauk o Żywności macierzystej uczelni. Od 2002 zatrudniona na Wydziale Biologii i Ochrony Środowiska UŁ, Katedra Biofizyki Ogólnej. External scientific member w Leibniz-Institut für Polymerforschung w Dreźnie (2014-2020). Współautorka dwóch monografii. Koordynowała kilka projektów badawczych. Wśród wypromowanych przez nią doktorów znaleźli się: Barbara Ziemba (2012), Tomasz Wasiak (2012), Monika Marcinkowska (2020), Michał Gorzkiewicz (2020).
Członkini Komitetu Biologii Molekularnej Komórki Polskiej Akademii Nauk (2015–2019). W latach 2016–2020 zasiadała w Komitecie Polityki Naukowej przy Ministrze Nauki i Szkolnictwa Wyższego, w tym jako wiceprzewodnicząca (2016–2017) i przewodnicząca (2017–2018), a w latach 2020–2024 w Radzie Narodowego Centrum Nauki.
W 2008 otrzymała stypendium L’Oréal dla Kobiet i Nauki, a w 2011 Złoty Krzyż Zasługi za zasługi w pracy naukowo-badawczej i dydaktycznej.